# 日向大橋

日向大橋（ひゅうがおおはし）は宮崎県児湯郡新富町上富田と宮崎市佐土原町下田島をつなぐ、一ツ瀬川に架かる国道10号の橋である。国道10号新富バイパスの一部であり、3本の橋で構成される。
ここでは
- 1954年に8代目として建設され、下り線車道橋として供用されている橋を「旧橋」
- 1988年に建設された歩行者専用の側道橋を「側道橋」
- 2016年に建設され、歩行者・上り線車両共通の橋を「新橋」

として説明する。

## 概要
長らく、一ツ瀬川には木造の橋が架かっていたが、ことあるごとに流失していたという。永代橋の建設が求められ、1954年、当時国内最大となるローゼアーチ橋の旧橋が建設された。建設後は片側1車線通行であったが、交通量の増加により、渋滞が慢性的に発生していた。
2010年代に入り、新富バイパス建設の一環として、日向大橋の4車線化が行われた。まず、旧橋の上流部に連続鈑桁橋による新橋を建設。片側1車線による新橋の暫定開通に切り替えて旧橋を閉鎖。旧橋の補修・再舗装を実施して旧橋・新橋の走行車線のみ通行可能に切り替えたのち、4車線供用に切り替えた。これにより新橋は上り線専用、旧橋は下り線専用となった。
なお、側道橋は1988年の建設である。